# Групер-акаара
Групер-акаара, или гаррупа (лат. Epinephelus marginatus), — вид лучепёрых рыб из семейства каменных окуней (Serranidae) отряда окунеобразных. Распространены в западной части Тихого океана.

## Описание
Тело массивное, овальное на поперечном разрезе, вдоль средней части тела покрыто ктеноидной чешуёй. Высота тела меньше длины головы, укладывается 2,7—3,2 раза в стандартную длину тела (у особей длиной от 11 до 38 см). Длина головы в 2,3—2,6 раза меньше стандартной длины тела. Межглазничное пространство выпуклое. Предкрышка закруглённая, с мелкими зазубринами, угловая зазубрина увеличенная. Верхний край жаберной крышки прямой; на жаберной крышке три сильных плоских шипа. Ноздри почти одинакового размера. Нижняя челюсть выступает вперёд. Верхняя челюсть доходит до вертикали заднего края глаза. На нижней челюсти 2 латеральных ряда зубов; зубы мелкие, почти равны по величине, остроконечные. На верхней части жаберной дуги 8—9 жаберных тычинок, а на нижней части 15—17. Длинный спинной плавник с 11 жёсткими колючими лучами и 15—17 мягкими лучами; третий — шестой колючие лучи несколько длиннее остальных. Основание мягкой части спинного плавника короче или равно по длине основанию колючей части. Анальный плавник с 3 жёсткими и 8 мягкими лучами. Грудные плавники с 17—19 лучами, длиннее брюшных плавников. Брюшные плавники не достигают анального отверстия; их основания располагаются под основаниями грудных плавников. Хвостовой плавник закруглённый. Боковая линия с 50—54 чешуйками. Вдоль боковой линии 92—106 рядов чешуи.
Голова и тело бледно-буровато-серые, покрытые (кроме брюшного отдела) мелкими красными, оранжевыми или золотистыми пятнами. По верхней части тела проходят 6 слабовыраженных косых тёмных полосок: первая полоса на затылке, третья полоса сливается с тёмно-коричневым или чёрным пятном на теле у основания последних 3 шипов спинного плавника, и последняя полоса на хвостовом стебле. Тёмные полосы тела заходят на основание спинного плавника. Край спинного плавника желтого или оранжевого цвета; на каждой из перепонок по тёмно-желтому или оранжевому пятну. Вдоль середины жёсткой части спинного плавника проходит ряд пятен и еще один ряд вдоль основания плавника. Мягкие части спинного, хвостового и анального плавников со слабыми красными или оранжевыми пятнами у основания, а их дистальные части тёмные с небольшими слабыми белыми пятнами.
Максимальная длина тела 58 см, обычно до 30 см; масса тела до 2,5 кг.

## Биология
Морские придонные рыбы. Обитают над скалистыми рифами на глубине до 55 м (молодь до 10 м). Продолжительность жизни до 19 лет.

### Размножение
Как и остальные представители рода гаррупы являются последовательными протогиническими гермафродитами. Все особи рождаются самками и только в течение жизненного цикла часть особей изменяет пол и становится самцами. Самки впервые созревают в возрасте 3-х лет при длине тела 23—24 см. У берегов Кореи нерестятся в конце июля — начале августа.
Икра пелагическая, сферической формы, диаметром 0,7—0,77 мм. Желток бесцветный, прозрачный, с одной жировой каплей. Инкубационный период при 25—27 ⁰С продолжается 23—25 часов. Общая длина тела личинок при выклеве 1,45—1,56 мм.

## Ареал
Распространены в западной части Тихого океана. Встречаются от юга КНР и прибрежных вод Тайваня; в Восточно-Китайском море и до юга Японии.